# Movimento Libero del Sud
Il Movimento Libero del Sud (spagnolo: Movimiento Libres del Sur, LdS) è un partito politico associato alla sinistra nazionalista argentino (Sud identifica la posizione meridionale del Sud America dell'Argentina) fondato nel 2006.
Alle elezioni presidenziali in Argentina del 2007, il partito è riuscito ad eleggere alla Camera dei deputati due rappresentanti, Cecilia Merchan e Victoria Donda, figlia di un desaparecidos. Tuttavia, alle ultime elezioni, il partito ha ottenuto un solo seggio nella coalizione di centro-sinistra Fronte Ampio Progressista, guidato da Hermes Binner.